# Тисульское сельское поселение
Тису́льское се́льское поселе́ние — муниципальное образование в Тяжинском районе Кемеровской области. Административный центр — село Тисуль.

## История
Тисульское сельское поселение образовано 17 декабря 2004 года в соответствии с Законом Кемеровской области № 104-ОЗ.
В 2012 году посёлок Красинский был упразднён как фактически прекративший существование.

## Население
| 2010 | 2011 | 2012 | 2013 | 2014 | 2015 | 2016 |
| ---- | ---- | ---- | ---- | ---- | ---- | ---- |
| 770  | ↘768 | ↘758 | →758 | ↘746 | ↘727 | ↘712 |
| 2017 | 2018 | 2019 |      |      |      |      |
| ↘710 | →710 | ↘698 |      |      |      |      |

## Состав сельского поселения
| № | Населённый пункт | Тип населённого пункта       | Население |
| - | ---------------- | ---------------------------- | --------- |
| 1 | Тисуль           | село, административный центр | ↘698      |